# Омуга
Ому́га — река в России, протекает по Псковской области.
Устье реки находится в 256 км от устья реки Плюссы по левому берегу. Длина реки составляет 19 км, площадь водосборного бассейна — 206 км².

## Притоки
- 5 км: Лудонка (л)

## Данные водного реестра
По данным государственного водного реестра России относится к Балтийскому бассейновому округу, водохозяйственный участок реки — Нарва. Относится к речному бассейну реки Нарва (российская часть бассейна).
Код объекта в государственном водном реестре — 01030000412102000026727.

## Фотографии

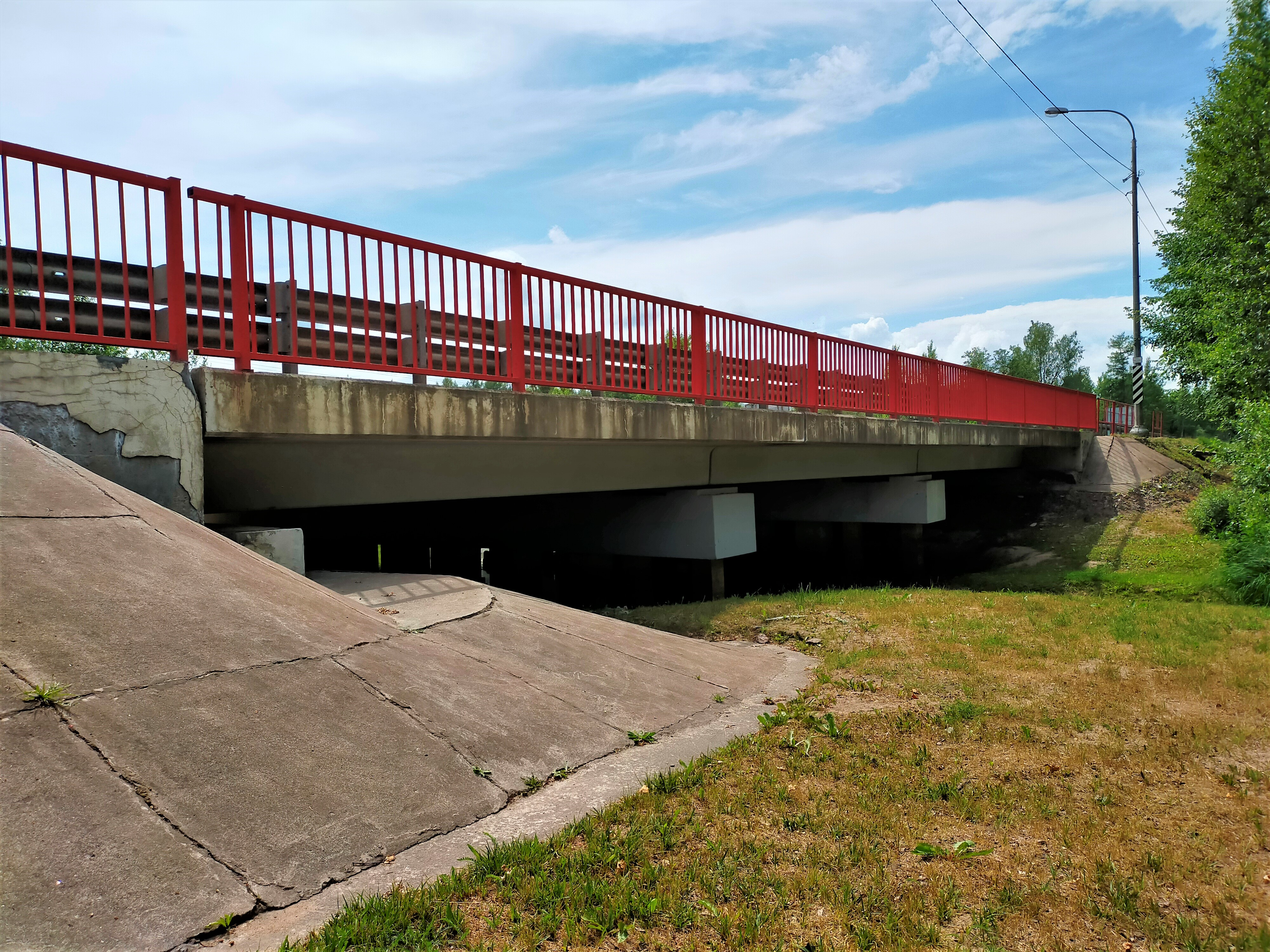
Мост через реку в деревне Феофилова Пустынь
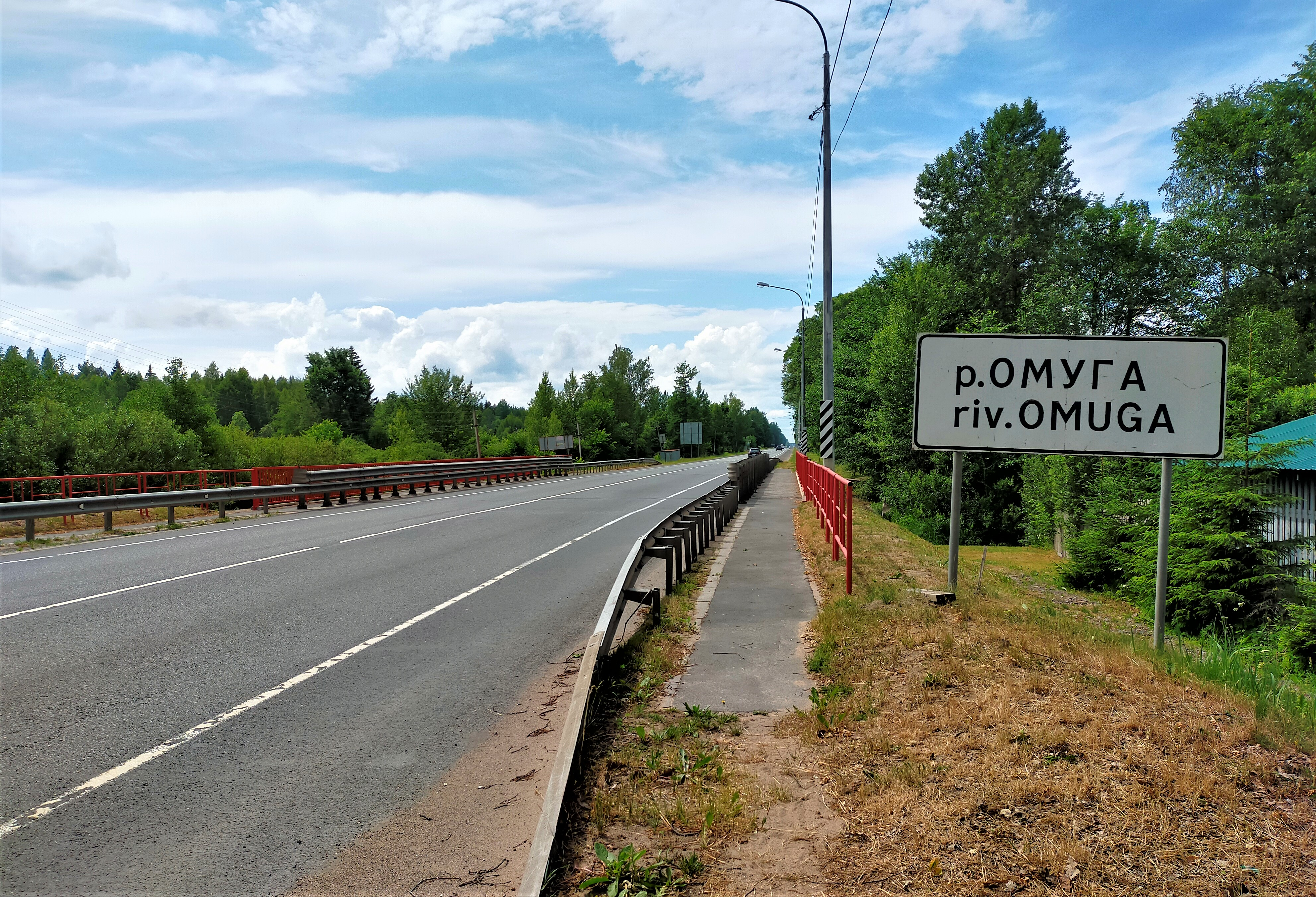
Дорожный указатель перед мостом на автодороге Р-23